# Laubach (Eifel)

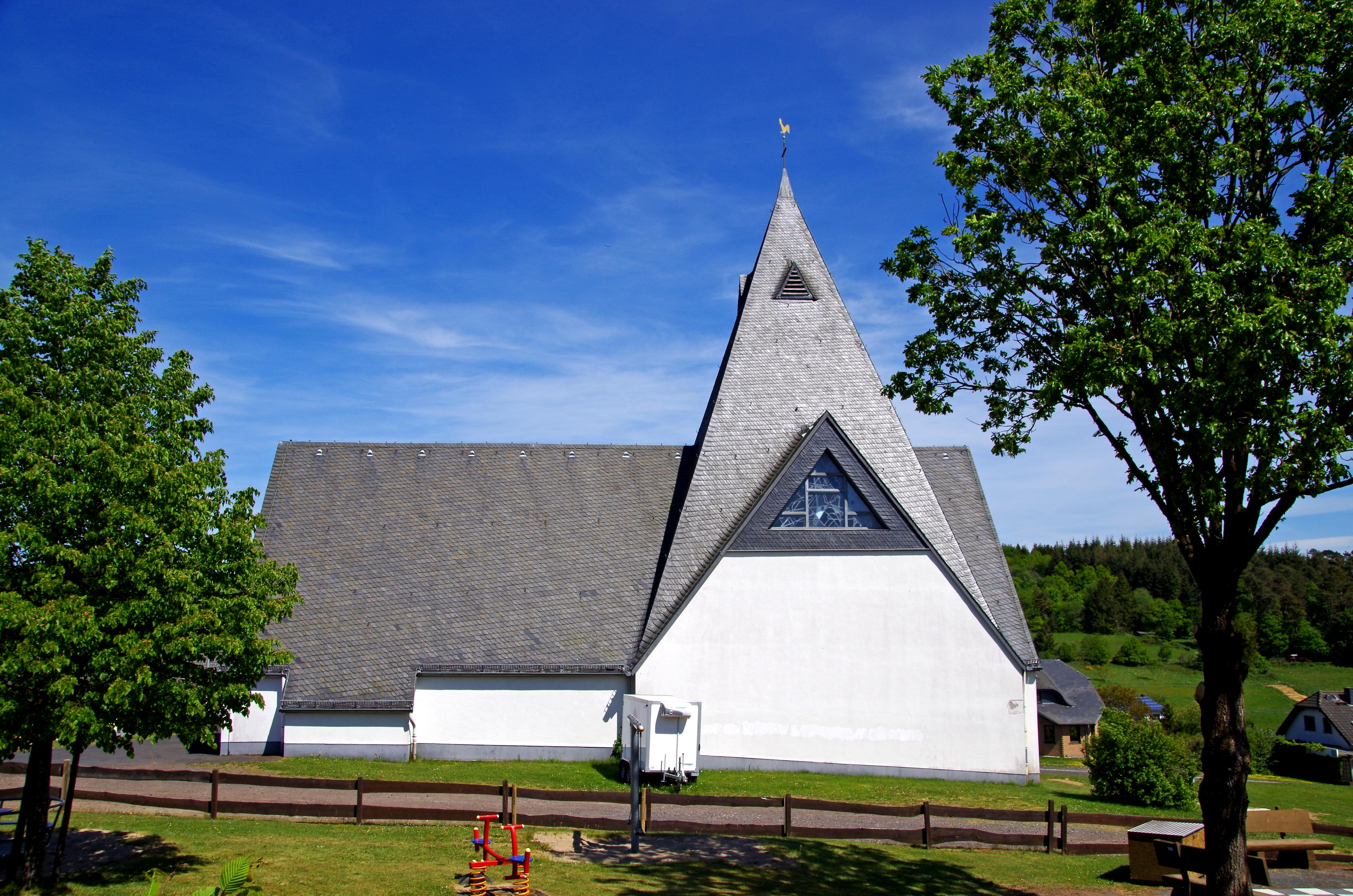
Laubach, St. Josef, Westseite

Laubach ist eine Ortsgemeinde im Landkreis Cochem-Zell in Rheinland-Pfalz. Sie gehört der Verbandsgemeinde Kaisersesch an.

## Geographie
Laubach liegt fünf Kilometer westlich der Stadt Kaisersesch auf einem mit dem hier entspringenden Kaulenbach nach Süden abfallenden Gelände. Die Ortschaft umfasst Höhenlagen zwischen 485 m ü. NN und 550 m ü. NN. Naturräumlich lässt sich das zu über einem Drittel bewaldete Gemeindegebiet in der Östlichen Hocheifel noch dem Müllenbacher Riedelland zuordnen, befindet sich aber bereits am Übergang in die sich nördlich anschließenden Elzbachhöhen. Es gehört größtenteils zum Landschaftsschutzgebiet „Moselgebiet von Schweich bis Koblenz“ und umfasst im Süden auch einen Teil des Naturschutzgebiets „Müllenbachtal – Kaulenbachtal“.
Laubach grenzt (im Uhrzeigersinn) an die Ortsgemeinden Eppenberg, Masburg, Leienkaul, Müllenbach und die Stadt Ulmen.

## Geschichte
Die erste urkundliche Erwähnung Laubachs stammt aus dem Jahre 1455, als das Dorf an die Grafen von Virneburg verkauft wurde. 1548 übernahm Kurtrier die landesherrlichen Rechte. Laubach gehörte zum Amt Monreal und zum Hochgericht Masburg. Das Hochgericht Masburg war ein Lehen der Grafen von Virneburg. Im Trierer Feuerbuch aus dem Jahr 1563 sind 15 Feuerstellen (Haushalte) in Laubach (Laupach) verzeichnet.
Im Jahr 1794 hatten französische Revolutionstruppen das Linke Rheinufer annektiert, von 1798 bis 1814 gehörte Laubach zum Kanton Kaisersesch im Arrondissement Koblenz des Rhein-Mosel-Departements. Der Munizipalrat (Laubacher Gemeindevertreter in der Mairie Kaisersesch) war 1808 der Bürger Velling.
Aufgrund der Beschlüsse auf dem Wiener Kongress (1815) wurde die Region dem Königreich Preußen zugeordnet. Unter der preußischen Verwaltung kam die Gemeinde Laubach zur Bürgermeisterei Kaisersesch im Kreis Cochem, der zum neuen Regierungsbezirk Koblenz sowie von 1822 an zur Rheinprovinz gehörte.
Seit 1946 ist die Gemeinde Laubach Teil des Landes Rheinland-Pfalz, seit 1968 gehört sie der Verbandsgemeinde Kaisersesch an und seit 1969 zum Landkreis Cochem-Zell.
Haupteinnahmequelle für die Bewohner des Ortes war jahrhundertelang der Schieferbergbau. Urkundlich belegt ist der Bergbau ab 1695, kleinere Gruben bestanden schon viel früher. 1959 wurde die letzte Grube nach einem Wassereinbruch stillgelegt.
Der Name des Ortes stammt wahrscheinlich vom mittelhochdeutschen „lôbach“. Lôb und das heutige Laub verweisen dabei auf einen Wald, während das ach auf ein sumpfiges Gelände hinweist.
Bis 2004 war die heutige Ortsgemeinde Leienkaul ein Ortsteil der Gemeinde Laubach.
Statistik zur Einwohnerentwicklung
Die Entwicklung der Einwohnerzahl von Laubach bezogen auf das heutige Gemeindegebiet, die Werte von 1871 bis 1987 beruhen auf Volkszählungen:
| Jahr | Einwohner |
| 1815 | 192       |
| 1835 | 481       |
| 1871 | 642       |
| 1905 | 856       |
| 1939 | 851       |

| Jahr | Einwohner |
| 1950 | 887       |
| 1961 | 877       |
| 1970 | 966       |
| 1987 | 956       |
| 2005 | 695       |

## Politik

### Gemeinderat
Der Gemeinderat in Laubach besteht aus zwölf Ratsmitgliedern, die bei der Kommunalwahl am 9. Juni 2024 in einer Mehrheitswahl gewählt wurden, und dem ehrenamtlichen Ortsbürgermeister als Vorsitzendem.

### Bürgermeister
Bernd Kreiser wurde am 10. Juli 2024 Ortsbürgermeister von Laubach. Bei der Direktwahl am 9. Juni 2024 war er als einziger Bewerber mit einem Stimmenanteil von 83,0 % gewählt worden.
Kreisers Vorgänger als Ortsbürgermeister war Manfred Adams.

## Kultur und Sehenswürdigkeiten

### Bauwerke
Das Kloster mit der Pilgerstätte Maria Martental liegt in der seit Juni 2004 eigenständigen Gemeinde Leienkaul.
Unter Denkmalschutz stehender Schieferabbau
Die Geschichte der Orte Müllenbach, Laubach und Leienkaul ist eng mit dem Schieferbergbau verknüpft. Zwischen den Orten liegt das Kaulenbachtal, in dem hauptsächlich der Schieferbergbau stattfand. Durch dieses Tal führt der Schiefergrubenwanderweg.
Siehe auch: Liste der Kulturdenkmäler in Laubach

## Verkehr
Laubach liegt an der Eifelquerbahn, auf dem Abschnitt Kaisersesch-Gerolstein findet seit 2001 kein Schienenpersonennahverkehr statt, auf der Strecke findet nur von Mai bis Oktober touristischer Verkehr durch die Vulkaneifelbahn Betriebsgesellschaft (VEB) statt.
Laubach liegt an der Bundesautobahn 48.